# Cuartel General de Northwood
El Cuartel General de Northwood (en inglés: Northwood Headquarters) es un cuartel general militar de las Fuerzas Armadas británicas situado en el condado inglés de Hertfordshire, Reino Unido, adyacente al suburbio londinense de Northwood. Alberga cinco funciones de mando y control militar:
1. Cuartel General del Mando Conjunto de las Fuerzas.
2. Cuartel General Conjunto Permanente.
3. Cuartel General Multinacional.
4. Mando de Operaciones de la Marina Real británica.
5. Mando Marítimo Aliado de la OTAN.

## Historia
La sede central se encuentra en los terrenos de Eastbury Park. En 1939, durante la Segunda Guerra Mundial, la Real Fuerza Aérea (RAF) se hizo cargo del sitio para su uso como Comando de Costas, utilizando la casa de Eastbury y creando una red de búnkeres subterráneos y módulos de operaciones. La casa fue utilizada como comedor de oficiales, aunque posteriormente fue dañada por el fuego.
En 1953, el comandante en jefe de la Home Fleet adquirió una responsabilidad adicional en la OTAN como comandante en jefe del Atlántico Oriental, como parte de SACLANT, y la estructura de mando militar de la OTAN para el Atlántico Oriental se estableció en el Cuartel General de Northwood. Sin embargo, el comandante en jefe de la Home Fleet todavía ondeaba su bandera en el HMS Tyne en Portsmouth. En 1960 el comandante en jefe de la Home Fleet se trasladó a Northwood, en 1963 la unidad naval de Northwood fue comisionada como HMS Warrior y en 1966 el Mando del Canal de la OTAN (un puesto también ocupado por el comandante en jefe de la Home Fleet) se trasladó a Northwood desde Portsmouth. La RAF abandonó completamente el lugar en 1969.
En septiembre de 1971, cuando se estableció el puesto de comandante en jefe de la Flota, la Marina Real asumió la responsabilidad de todo el sitio y en 1978 el oficial de la Bandera de Submarinos también trasladó su cuartel general a Northwood.
Como cuartel general del comandante en jefe de la Flota, el sitio fue el centro de control de la Operación Corporate, la Guerra de las Malvinas, en 1982.
El Cuartel General Conjunto Permanente se estableció in situ en abril de 1996.
En 2002, tras una racionalización, el comandante en jefe de la Flota trasladó a la mayoría de su personal a Portsmouth y entregó el emplazamiento de Northwood al jefe de operaciones Conjuntas.
En 2006 se iniciaron importantes obras de construcción para mejorar la funcionalidad del sitio: las obras, que incluían la renovación o sustitución de muchos de los edificios clave, se llevaron a cabo, en el marco de un contrato de iniciativa de financiación privada, por Carillion. La Reina visitó el sitio el 6 de mayo de 2010 para inaugurar el edificio principal del Cuartel General Conjunto Permanente, parte de una reurbanización del sitio de 150 millones de libras esterlinas.
El Mando Conjunto de las Fuerzas se estableció sobre el terreno en abril de 2012.

## Ocupantes

### Mando Conjunto de las Fuerzas
El Mando Conjunto de las Fuerzas (Joint Forces Command) es una organización de tres servicios que gestiona las capacidades conjuntas asignadas de las tres fuerzas armadas.

### Cuartel General Conjunto Permanente

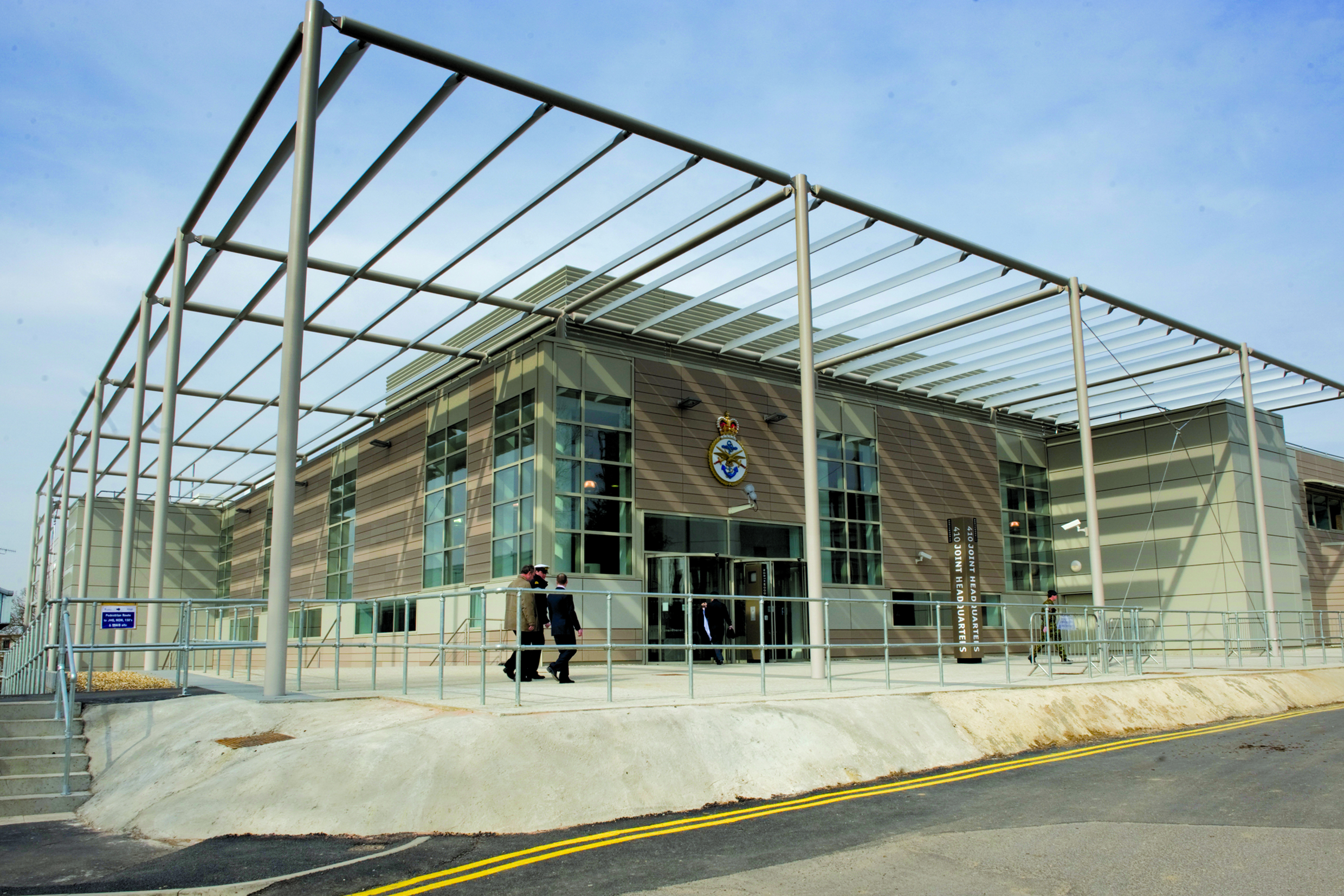
Cuartel General Conjunto Permanente en Northwood.

El Cuartel General Conjunto Permanente (Permanent Joint Headquarters) es una organización de tres servicios que tiene el control operativo de la operación militar conjunta de las fuerzas armadas británicas. Este cuartel general está encabezado por el jefe de Operaciones Conjuntas. Las operaciones de servicio único permanecen bajo el control operativo del comando de primera línea correspondiente.

### Cuartel General Multinacional
Dentro del mismo edificio que el Cuartel General Conjunto Permanente hay también un Cuartel General Multinacional (Multi National Headquarters) para el mando de las operaciones militares de la Unión Europea. El personal de apoyo a esta estructura es adscrito desde los puestos nacionales y de la OTAN existentes en el lugar, y se amplía desde otros lugares según sea necesario. Este Cuartel General Multinacional cuenta actualmente con personal de la Unión Europea al mando de las operaciones de lucha contra la piratería.

### Marina Real
El comandante de Operaciones permanece con el personal de operaciones actual en el centro de Northwood. Entre las responsabilidades del comandante de Operaciones se encuentran el mando del Commander Task Force 311 (submarinos de ataque del Reino Unido) y del Commander Task Force 345 (submarinos de misiles nucleares del Reino Unido).
Los reservistas del HMS Wildfire de la Marina Real han vuelto a un nuevo edificio del complejo en junio de 2011, después de haber dejado el lugar e irse a Brackenhill House en Oxhey Drive South en 1988.

### Mando Marítimo Aliado de la OTAN
El Mando Marítimo Aliado de la OTAN (NATO Allied Maritime Command) tiene su base en Northwood y depende del Cuartel General Supremo de las Potencias Aliadas en Europa.

### Unidades de apoyo
El personal del cuartel general cuenta con el apoyo de:
- La Unidad de Apoyo Conjunto de Northwood, que proporciona apoyo administrativo, manutención, instalaciones y gestión de proveedores.
- Los Equipos de Apoyo y Defensa, que proporcionan apoyo a los sistemas de información y comunicaciones.
- Un destacamento del Servicio de Policía Militar, que proporciona una fuerza de protección.